# Niwiska Dolne
Niwiska Dolne – wieś w Polsce położona w województwie łódzkim, w powiecie pajęczańskim, w gminie Pajęczno.
W latach 1975–1998 miejscowość administracyjnie należała do województwa częstochowskiego.
Zobacz też: Niwiska, Niwiska Górne